# Accidente ferroviario de Urdúliz
El accidente ferroviario de Urdúliz se produjo el 9 de agosto de 1970 entre las estaciones de Plencia y Urdúliz, cuando dos trenes que circulaban por la línea Bilbao-Plencia (actual línea 1 del metro de Bilbao) colisionaron frontalmente. En el accidente fallecieron 33 personas y 165 resultaron heridas.

## Accidente
El tren que circulaba desde Plencia hacia Bilbao llevaba un gran número de viajeros, la mayoría de los cuales volvía de pasar el día en la playa. El otro tren circulaba vacío, dirigiéndose hacia Plencia para realizar un servicio de refuerzo. A las 19:30, el jefe de la estación de Urdúliz dio salida a este último tren. Los trenes colisionaron a 45 km/h poco después, en un tramo de visibilidad reducida; debido a lo cual ninguno de los maquinistas se percató de la presencia de la otra unidad con antelación.
Los heridos en el accidente fueron trasladados al hospital de Basurto, en parte por los vecinos de la zona.
El tráfico ferroviario fue restablecido al día siguiente, después de que agentes del Cuerpo de Bomberos y de la Policía retiraran del lugar los restos de los trenes. El funeral por las víctimas, al que asistieron miles de personas, se celebró en el cementerio de Derio.
Pocos meses después de aquella tragedia, falleció el entonces Jefe de Estación de Urdúliz que, si bien en un primer momento fue acusado del accidente, luego se supo que durante los cuatro días previos había estado realizando jornadas laborales de 16 horas. Personas de su entorno  declararon que «el accidente le mató también a él. Falleció de la pena, del disgusto».